# Шумейки
Шумейки (також Шумейко) — колишній хутір Новогеоргіївського району Кіровоградської області. Наприкінці 1950-х років, територія колишнього хутора була затоплена водами Кременчуцького водосховища.
Станом на 1946 рік, хутір Шумейки разом із хутором Квашин і селом Калабарок входили до Калабарської сільської ради. 